# (2637) Bobrovnikoff
(2637) Bobrovnikoff (A919 SB; 1953 TL; 1963 RB; 1976 JB7; 1980 TN3) ist ein ungefähr sechs Kilometer großer Asteroid des inneren Hauptgürtels, der am 22. September 1919 vom deutschen (damals: Weimarer Republik) Astronomen Karl Wilhelm Reinmuth an der Landessternwarte Heidelberg-Königstuhl auf dem Westgipfel des Königstuhls bei Heidelberg (IAU-Code 024) entdeckt wurde.

## Benennung
(2637) Bobrovnikoff wurde nach Nicholas Theodore Bobrovnikoff, einem Direktor des Perkins-Observatoriums benannt. Die Benennung wurde vom Astronomen Brian Marsden aus dem Vereinigten Königreich vorgeschlagen.